# 동해대로
동해대로(Donghae-daero Road, 東海大路, 국도 제7호선의 일부, 의 일부)는 경상북도 경주시 강동면 유금 나들목에서 시작해 포항시, 영덕군, 울진군 및 강원특별자치도 삼척시, 동해시, 강릉시, 양양군, 속초시를 지나 고성군 현내면 대강리를 잇는 도로이다. 경상북도 포항시부터 강원특별자치도 고성군까지 거의 모든 구간이 국도 제7호선에 속하며 대한민국의 동해안 주요지역을 잇는 중요 간선 도로 구실을 한다. 이 때문에 동해고속도로가 개통되지 않은 구간은 이 도로가 아시안 하이웨이 6호선에 해당한다.

## 역사
- 1999년 7월 19일 : 고성군 토성면 용촌리 ~ 죽왕면 문암리 7.7km 구간 확장 개통, 기존 3.11km 구간 폐지[1]
- 1999년 10월 1일 : 속초시 교동 ~ 고성군 토성면 용촌리 5.39km 구간 확장 개통, 기존 10.6km 구간 폐지[2]
- 1999년 12월 31일 : 경주시 천북면 신당리 1.65km 구간 재가설 개통[3]
- 2000년 2월 24일 : 경상북도 울진군 북면 고목리 ~ 강원도 삼척시 원덕읍 월천리 10.64km 구간을 자동차 전용도로로 지정[4]
- 2000년 10월 25일 : 삼척시 원덕읍 월천리 ~ 호산리 1.97km 구간 확장 개통, 기존 1.89km 구간 폐지[5]
- 2001년 4월 16일 : 울진군 근남면 수산리 3.12km 구간 확장 개통, 기존 울진군 근남면 노음리 ~ 수산리 2km 구간 폐지[6]
- 2002년 7월 2일 : 울진 ~ 죽변간 도로(울진군 근남면 수산리 ~ 울진읍 온양리) 5.4km 구간 확장 개통[7]
- 2002년 7월 10일 : 유강외팔교(경주시 강동면 유금리 ~ 포항시 남구 연일읍 유강리) 2.87km 구간 확장 및 이설 개통[8]
- 2003년 2월 8일: 강원도 삼척시 오분동 ~ 근덕면 매원리 14.69km 구간 자동차 전용도로 지정[9]
- 2003년 12월 31일 : 울진 ~ 죽변간 도로(울진군 근남면 수산리 ~ 북면 고목리) 13.1km 구간 확장 개통 및 기존 14.3km 구간 폐지[10], 강구 ~ 영덕간 영덕우회도로(영덕군 영덕읍 남산리 ~ 화수리) 5.84km 구간 확장 개통[11]
- 2004년 1월 1일 : 강원도 강릉시 강동면 하시동리 ~ 청량동 4km 구간 확장 개통[12]
- 2004년 12월 30일 : 강원도 고성군 현내면 명호리 ~ 송현진리 4.2km 구간 신설 개통[13]
- 2005년 1월 5일 : 강원도 삼척시 오분동 ~ 근덕면 매원리 14.79km 구간 확장 개통, 기존 15.11km 구간 폐지[14]
- 2005년 2월 16일 : 강원도 강릉시 옥계면 낙풍리 ~ 강동면 상시동리 17km 구간 확장 개통, 기존 24.14km 구간 폐지[15]
- 2005년 6월 30일 : 죽변 ~ 북면간 도로(경상북도 울진군 북면 고목리 ~ 강원도 삼척시 원덕읍 월천리) 10.86km 구간 확장 개통 및 기존 11.65km 구간 폐지, 원남 ~ 울진간 도로(경상북도 울진군 원남면 덕신리 ~ 근남면 구산리) 9.0km 구간 확장 개통 및 기존 9.65km 구간 폐지[16]
- 2005년 8월 1일 : 영덕 ~ 성내간 도로(경상북도 영덕군 축산면 도곡리 ~ 병곡면 영리) 8.16km 구간 확장 개통 및 기존 8.57km 구간 폐지[17]
- 2005년 12월 27일 : 영덕 ~ 성내간 도로(경상북도 영덕군 영덕읍 화수리 ~ 축산면 도곡리) 9.2km 구간 확장 개통 및 기존 9.61km 구간 폐지[18]
- 2006년 6월 23일 : 강원도 고성군 현내면 사천리 ~ 명호리 2.55km 구간 신설 개통, 기존 2.11km 구간 폐지[19]
- 2006년 8월 11일 : 삼척시 원덕읍 월천리 ~ 근덕면 궁촌리 20.04km 구간을 자동차 전용도로로 지정[20][21]
- 2009년 3월 20일 : 강원도 삼척시 원덕읍 월천리 1.0km 구간을 자동차 전용도로로 지정[22][23]
- 2009년 7월 10일 : 2개 이상 시·도에 걸쳐 있는 도로로 동해대로를 고시[24]
- 2009년 7월 20일 : 병곡 ~ 평해 ~ 기성 ~ 원남간 도로(영덕군 병곡면 영리 ~ 울진군 기성면 사동리) 30.18km 구간 확장 개통[25]
- 2009년 9월 2일 : 북면 ~ 원덕 ~ 근덕간 도로(삼척시 원덕읍 호산리 ~ 근덕면 매원리) 20.04 km 구간 확장 개통[26]
- 2010년 1월 22일 : 병곡 ~ 평해 ~ 기성간 도로 확장 개통으로 인해 기존 영덕군 병곡면 영리 ~ 울진군 평해읍 학곡리 6.7km 구간과 울진군 평해읍 평해리 ~ 기성면 정명리 9.17km 구간 폐지[27]
- 2010년 12월 28일 : 기성 ~ 원남간 도로(울진군 기성면 망양리 망양 교차로 ~ 망양1 교차로) 3.2km 구간 확장 개통, 기존 울진군 기성면 정명리 ~ 원남면 덕신리 12.3km 구간 폐지[28]
- 2012년 12월 31일 : 고성군 현내면 제진리 ~ 사천리(제진 교차로 ~ 사천1 교차로) 1.65km 구간 확장 개통, 기존 1.276km 구간 폐지[29]
- 2013년 8월 20일 : 간성 ~ 거진간 도로(고성군 간성읍 상리 ~ 거진읍 자산리) 6.9km 구간 임시 개통[30][31]
- 2014년 10월 6일 : 간성 ~ 현내간 도로(고성군 간성읍 신안리 ~ 거진읍 자산리) 6.9km 구간 확장 개통, 기존 고성군 간성읍 신안리 ~ 거진읍 송포리 5.55km 구간 폐지[32]
- 2015년 9월 10일 : 현내 ~ 송현진간 도로 1공구(고성군 현내면 대진리 ~ 명파리) 5.1km 구간 확장 개통, 기존 5.61km 구간 폐지[33], 현내 ~ 송현진간 도로 2공구(고성군 현내면 명파리 ~ 제진리) 1.36km 구간 확장 개통, 기존 1.38km 구간 폐지[34]

## 주요 경유지
경상북도
- 경주시 강동면
- 포항시 (남구 연일읍 - 북구(흥해읍 - 청하면 - 송라면))
- 영덕군 (남정면 - 강구면 - 영덕읍 - 축산면 - 영해면 - 병곡면)
- 울진군 (후포면 - 평해읍 - 기성면 - 매화면 - 근남면 - 울진읍 - 죽변면 - 북면)

강원특별자치도
- 삼척시 (원덕읍 - 근덕면 - 남양동 - 정라동 - 교동)
- 동해시 (북평동 - 북삼동 - 천곡동 - 부곡동 - 발한동 - 망상동)
- 강릉시 (옥계면 - 강동면 - 강남동 - 내곡동 - 홍제동 - 교동 - 경포동 - 사천면 - 연곡면 - 주문진읍)
- 양양군 (현남면 - 현북면 - 손양면 - 양양읍 - 강현면)
- 속초시 (대포동 - 조양동 - 교동 - 영랑동)
- 고성군 (토성면 - 죽왕면 - 간성읍 - 거진읍 - 현내면)

## 노선
- (■): 자동차 전용도로 구간

### 경상북도
| 이름                                       | 접속 노선                                                  | 소재지                                          | 소재지                                                    | 비고                                                                 |
| ------------------------------------------ | ---------------------------------------------------------- | ----------------------------------------------- | --------------------------------------------------------- | -------------------------------------------------------------------- |
| 유금 나들목                                | 국도 제7호선 (산업로)                                      | 경주시                                          | 강동면                                                    | 국도 제28호선 구간                                                   |
| 유금철도교                                 |                                                            | 경주시                                          | 강동면                                                    | 국도 제28호선 구간                                                   |
| (이름 없음)                                | 공정길                                                     | 경주시                                          | 강동면                                                    | 국도 제28호선 구간                                                   |
| 위덕대학교                                 |                                                            | 경주시                                          | 강동면                                                    | 국도 제28호선 구간                                                   |
| 광방2교                                    |                                                            | 포항시                                          | 남구 연일읍                                               | 국도 제28호선 구간                                                   |
| 칠전교                                     | 자명로                                                     | 포항시                                          | 남구 연일읍                                               | 국도 제28호선 구간                                                   |
| 대련 나들목                                | 국도 제31호선 (새마을로)                                   | 포항시                                          | 북구 흥해읍                                               | 국도 제28호선 구간                                                   |
| 학전2교                                    |                                                            | 포항시                                          | 북구 흥해읍                                               | 국도 제28호선 구간                                                   |
| (이름 없음)                                | 연화길                                                     | 포항시                                          | 북구 흥해읍                                               | 국도 제28호선 구간                                                   |
| 학천 교차로                                | 도음로                                                     | 포항시                                          | 북구 흥해읍                                               | 국도 제28호선 구간                                                   |
| 포항시농산물도매시장                       |                                                            | 포항시                                          | 북구 흥해읍                                               | 국도 제28호선 구간                                                   |
| 성곡 나들목                                | 국도 제7호선 (소티재로)                                    | 포항시                                          | 북구 흥해읍                                               | 국도 제28호선 중복 구간 국도 제7호선 중복 구간                       |
| 선린대학입구                               | 초곡길                                                     | 포항시                                          | 북구 흥해읍                                               | 국도 제7호선 구간                                                    |
| 성곡교                                     | 성곡북길 동해대로1334번길                                  | 포항시                                          | 북구 흥해읍                                               | 국도 제7호선 구간                                                    |
| (이름 없음)                                | 남미질로                                                   | 포항시                                          | 북구 흥해읍                                               | 국도 제7호선 구간                                                    |
| (옥성리)                                   | 흥해로                                                     | 포항시                                          | 북구 흥해읍                                               | 국도 제7호선 구간                                                    |
| 흥해읍사무소 흥해시외버스정류장 흥해중학교 |                                                            | 포항시                                          | 북구 흥해읍                                               | 국도 제7호선 구간                                                    |
| 흥해사거리                                 | 한동로                                                     | 포항시                                          | 북구 흥해읍                                               | 국도 제7호선 구간                                                    |
| 약성삼거리                                 | 삼흥로                                                     | 포항시                                          | 북구 흥해읍                                               | 국도 제7호선 구간                                                    |
| 곡강교                                     | 흥해로 덕실마을길                                          | 포항시                                          | 북구 흥해읍                                               | 국도 제7호선 구간                                                    |
| 칠포 교차로                                | 칠포로                                                     | 포항시                                          | 북구 흥해읍                                               | 국도 제7호선 구간                                                    |
| 고현교                                     | 사방공원길                                                 | 포항시                                          | 북구 청하면                                               | 국도 제7호선 구간                                                    |
| 청하농공단지                               | 동해대로2315번길                                           | 포항시                                          | 북구 청하면                                               | 국도 제7호선 구간                                                    |
| 청하삼거리                                 | 청하로                                                     | 포항시                                          | 북구 청하면                                               | 국도 제7호선 구간                                                    |
| 해아교                                     |                                                            | 포항시                                          | 북구 청하면                                               | 국도 제7호선 구간                                                    |
| (이름 없음)                                | 미남길 화두길                                              | 포항시                                          | 북구 청하면                                               | 국도 제7호선 구간                                                    |
| 청하 교차로                                | 국가지원지방도 제20호선 (월포로) 지방도 제930호선 (비학로) | 포항시                                          | 북구 청하면                                               | 국도 제7호선 구간 국가지원지방도 제20호선 구간 지방도 제930호선 구간 |
| 해학교                                     |                                                            | 포항시                                          | 북구 청하면                                               | 국도 제7호선 구간 국가지원지방도 제20호선 구간 지방도 제930호선 구간 |
| 북구 송라면                                |                                                            | 포항시                                          |                                                           | 국도 제7호선 구간 국가지원지방도 제20호선 구간 지방도 제930호선 구간 |
| 냉천교                                     |                                                            | 포항시                                          |                                                           | 국도 제7호선 구간 국가지원지방도 제20호선 구간 지방도 제930호선 구간 |
| 광천교                                     | 보경로43번길                                               | 포항시                                          |                                                           | 국도 제7호선 구간 국가지원지방도 제20호선 구간 지방도 제930호선 구간 |
| 송라정류소                                 |                                                            | 포항시                                          |                                                           | 국도 제7호선 구간 국가지원지방도 제20호선 구간 지방도 제930호선 구간 |
| 송라 교차로                                | 보경로                                                     | 포항시                                          |                                                           | 국도 제7호선 구간 국가지원지방도 제20호선 구간 지방도 제930호선 구간 |
| 화진교                                     |                                                            | 포항시                                          |                                                           | 국도 제7호선 구간 국가지원지방도 제20호선 구간 지방도 제930호선 구간 |
| 유천교                                     |                                                            | 포항시                                          |                                                           | 국도 제7호선 구간 국가지원지방도 제20호선 구간 지방도 제930호선 구간 |
| 영덕군                                     | 남정면                                                     |                                                 |                                                           | 국도 제7호선 구간 국가지원지방도 제20호선 구간 지방도 제930호선 구간 |
| 영덕군                                     | 남정면                                                     | 장사삼거리                                      | 진불길                                                    | 국도 제7호선 구간 국가지원지방도 제20호선 구간 지방도 제930호선 구간 |
| 영덕군                                     | 남정면                                                     | 장사삼거리                                      | 지방도 제930호선 (산정로)                                 | 국도 제7호선 구간 국가지원지방도 제20호선 구간 지방도 제930호선 구간 |
| 영덕군                                     | 남정면                                                     | 부흥교                                          | 부흥길 부흥1길 부흥2길                                    | 국도 제7호선 구간 국가지원지방도 제20호선 구간                       |
| 영덕군                                     | 남정면                                                     | 남호교                                          |                                                           | 국도 제7호선 구간 국가지원지방도 제20호선 구간                       |
| 영덕군                                     | (이름 없음)                                                | 강구해안길                                      | 강구면                                                    | 국도 제7호선 구간 국가지원지방도 제20호선 구간                       |
| 영덕군                                     | (해상공원입구)                                             | 해상공원길                                      | 강구면                                                    | 국도 제7호선 구간 국가지원지방도 제20호선 구간                       |
| 영덕군                                     | 삼사교                                                     | 지방도 제914호선 (강산로)                       | 강구면                                                    | 국도 제7호선 구간 국가지원지방도 제20호선 구간                       |
| 영덕군                                     | 강구버스터미널                                             |                                                 | 강구면                                                    | 국도 제7호선 구간 국가지원지방도 제20호선 구간                       |
| 영덕군                                     | 강구대교 서단                                              | 국가지원지방도 제20호선 (영덕대게로) 강구시장길 | 강구면                                                    | 국도 제7호선 구간 국가지원지방도 제20호선 구간                       |
| 영덕군                                     | (이름 없음)                                                | 직천길                                          | 강구면                                                    | 국도 제7호선 구간                                                    |
| 영덕군                                     | 원직교                                                     |                                                 | 강구면                                                    | 국도 제7호선 구간                                                    |
| 영덕군                                     | 소월교                                                     | 소월길 오포길                                   | 강구면                                                    | 국도 제7호선 구간                                                    |
| 영덕군                                     | 영덕 나들목                                                | 30호선 서산영덕고속도로                         | 영덕읍                                                    | 국도 제7호선 구간                                                    |
| 영덕군                                     | 남산 교차로                                                | 영덕로                                          | 영덕읍                                                    | 국도 제7호선 구간                                                    |
| 영덕군                                     | 신영덕대교                                                 |                                                 | 영덕읍                                                    | 국도 제7호선 구간                                                    |
| 영덕군                                     | 영덕피암터널                                               |                                                 | 영덕읍                                                    | 국도 제7호선 구간 연장 약 200m                                       |
| 영덕군                                     | 덕곡 교차로                                                | 국도 제34호선 (군청길) 하저길                   | 영덕읍                                                    | 국도 제7호선 구간                                                    |
| 영덕군                                     | 화수 교차로 (화수교)                                       | 영덕로 영축로                                   | 영덕읍                                                    | 국도 제7호선 구간 고성 방면 진입 불가 경주 방면 진출 불가            |
| 영덕군                                     | 매정 교차로                                                | 영덕로 매정길                                   | 영덕읍                                                    | 국도 제7호선 구간                                                    |
| 영덕군                                     | (이름 없음)                                                | 고경길                                          | 축산면                                                    | 국도 제7호선 구간                                                    |
| 영덕군                                     | 고곡1교 고곡2교                                            |                                                 | 축산면                                                    | 국도 제7호선 구간                                                    |
| 영덕군                                     | 축산 교차로 (축산교)                                       | 영덕로                                          | 축산면                                                    | 국도 제7호선 구간                                                    |
| 영덕군                                     | 상원1교 상원2교                                            |                                                 | 축산면                                                    | 국도 제7호선 구간                                                    |
| 영덕군                                     | 성내 교차로                                                | 영덕로                                          | 축산면                                                    | 국도 제7호선 구간                                                    |
| 영덕군                                     | 성내2교 벌영교                                             |                                                 | 영해면                                                    | 국도 제7호선 구간                                                    |
| 영덕군                                     | 송천 교차로                                                | 지방도 제918호선 (창수영해로) (예주목은길)      | 영해면                                                    | 국도 제7호선 구간                                                    |
| 영덕군                                     | 송천1교                                                    |                                                 | 영해면                                                    | 국도 제7호선 구간                                                    |
| 영덕군                                     | 병곡면                                                     |                                                 |                                                           | 국도 제7호선 구간                                                    |
| 영덕군                                     | 각리리 교차로                                              | 각리길                                          |                                                           | 국도 제7호선 구간                                                    |
| 영덕군                                     | 원황교 직강교                                              |                                                 |                                                           | 국도 제7호선 구간                                                    |
| 영덕군                                     | 거무역리 교차로                                            | 내륙순환길                                      |                                                           | 국도 제7호선 구간                                                    |
| 영덕군                                     | 고래불 교차로                                              | 영길 영1길 영2길                                |                                                           | 국도 제7호선 구간                                                    |
| 영덕군                                     | 영동천교                                                   |                                                 |                                                           | 국도 제7호선 구간                                                    |
| 영덕군                                     | (영리 교차로)                                              | 영길 칠보산길                                   |                                                           | 국도 제7호선 구간                                                    |
| 영덕군                                     | 병곡 교차로                                                | 흰돌로 병곡길                                   |                                                           | 국도 제7호선 구간                                                    |
| 영덕군                                     | 백석교                                                     |                                                 |                                                           | 국도 제7호선 구간                                                    |
| 영덕군                                     | 백석 교차로                                                | 흰돌로                                          | 국도 제7호선 구간 고성 방면 진출 불가 경주 방면 진입 불가 |                                                                      |
| 영덕군                                     | 금곡 교차로                                                | 군지경로                                        | 국도 제7호선 구간 고성 방면 진입 불가 경주 방면 진출 불가 |                                                                      |
| 영덕군                                     | 금곡천교 금곡교                                            |                                                 | 국도 제7호선 구간                                         |                                                                      |
| 금음 교차로                                | 군지경로                                                   | 울진군                                          | 후포면                                                    | 국도 제7호선 구간 고성 방면 진출 불가 경주 방면 진입 불가            |
| 금음복개터널                               |                                                            | 울진군                                          | 후포면                                                    | 국도 제7호선 구간 경주 방면 연장 약 135m                             |
| 금음교 삼율교                              |                                                            | 울진군                                          | 후포면                                                    | 국도 제7호선 구간                                                    |
| 삼율 교차로                                | 울진대게로 후포삼율로                                      | 울진군                                          | 후포면                                                    | 국도 제7호선 구간                                                    |
| 삼율1교 삼율교 삼율2교                     |                                                            | 울진군                                          | 후포면                                                    | 국도 제7호선 구간                                                    |
| 후포 교차로                                | 후포삼율로 실배길                                          | 울진군                                          | 후포면                                                    | 국도 제7호선 구간                                                    |
| 실배 교차로                                | 후포삼칠길                                                 | 울진군                                          | 후포면                                                    | 국도 제7호선 구간                                                    |
| 학곡1 교차로                               |                                                            | 울진군                                          | 평해읍                                                    | 국도 제7호선 구간                                                    |
| 학곡교                                     |                                                            | 울진군                                          | 평해읍                                                    | 국도 제7호선 구간                                                    |
| 학곡2 교차로                               | 학곡7길                                                    | 울진군                                          | 평해읍                                                    | 국도 제7호선 구간                                                    |
| 평해 교차로                                | 국도 제88호선 (월송정로)                                   | 울진군                                          | 평해읍                                                    | 국도 제7호선 구간 고성 방면 진입 불가 경주 방면 진출 불가            |
| 평해1교 평해2교 평해대교                   |                                                            | 울진군                                          | 평해읍                                                    | 국도 제7호선 구간                                                    |
| 월송 교차로                                | 월송정로                                                   | 울진군                                          | 평해읍                                                    | 국도 제7호선 구간 월송사거리와 연결                                  |
| 월송복개터널                               |                                                            | 울진군                                          | 평해읍                                                    | 국도 제7호선 구간 연장 약 100m                                       |
| 월송교                                     |                                                            | 울진군                                          | 평해읍                                                    | 국도 제7호선 구간                                                    |
| 황보교                                     |                                                            | 울진군                                          | 평해읍                                                    | 국도 제7호선 구간                                                    |
| 기성면                                     |                                                            | 울진군                                          |                                                           | 국도 제7호선 구간                                                    |
| 공항 교차로                                | 기성로                                                     | 울진군                                          | 국도 제7호선 구간 공항사거리와 연결 울진비행장과 연결     |                                                                      |
| 기성 교차로 (기성육교)                     | 기성로 구산봉산로                                          | 울진군                                          | 국도 제7호선 구간                                         |                                                                      |
| 기성교                                     |                                                            | 울진군                                          | 국도 제7호선 구간                                         |                                                                      |
| 척산 교차로 (척산교)                       | 기성로 방율길                                              | 울진군                                          | 국도 제7호선 구간 고성 방면 진출 불가 경주 방면 진입 불가 |                                                                      |
| 사동 교차로 (한곡교)                       | 기성로 삼산신흥로                                          | 울진군                                          | 국도 제7호선 구간 고성 방면 진입 불가 경주 방면 진출 불가 |                                                                      |
| 사동교                                     | 사동1로 사동2로                                            | 울진군                                          | 국도 제7호선 구간 고성 방면 진출 불가 경주 방면 진입 불가 |                                                                      |
| 망양 교차로                                | 망양로                                                     | 울진군                                          | 국도 제7호선 구간 고성 방면 진입 불가 경주 방면 진출 불가 |                                                                      |
| 망양1터널                                  |                                                            | 울진군                                          | 국도 제7호선 구간 고성 방면 연장 690m 경주 방면 연장 760m |                                                                      |
| 망양교                                     |                                                            | 울진군                                          | 국도 제7호선 구간                                         |                                                                      |
| 망양2터널                                  |                                                            | 울진군                                          | 국도 제7호선 구간 고성 방면 연장 593m 경주 방면 연장 497m |                                                                      |
| 망양1 교차로                               | 망양로                                                     | 울진군                                          | 국도 제7호선 구간 고성 방면 진출 불가 경주 방면 진입 불가 |                                                                      |
| 원남교 망양 휴게소                         | 망양북로                                                   | 울진군                                          | 매화면                                                    | 국도 제7호선 구간                                                    |
| 덕신1교                                    | 현종산길                                                   | 울진군                                          | 매화면                                                    | 국도 제7호선 구간                                                    |
| 덕신 교차로                                | 지방도 제917호선 (망양정로)                                | 울진군                                          | 매화면                                                    | 국도 제7호선 구간                                                    |
| 덕신2교                                    |                                                            | 울진군                                          | 매화면                                                    | 국도 제7호선 구간                                                    |
| 덕신 교차로                                | 원남로                                                     | 울진군                                          | 매화면                                                    | 국도 제7호선 구간 고성 방면 진입 불가 경주 방면 진출 불가            |
| 오산1교                                    |                                                            | 울진군                                          | 매화면                                                    | 국도 제7호선 구간                                                    |
| 매화 교차로                                | 매화1길                                                    | 울진군                                          | 매화면                                                    | 국도 제7호선 구간                                                    |
| 만세교 남수1교                             |                                                            | 울진군                                          | 매화면                                                    | 국도 제7호선 구간                                                    |
| 금매 교차로 (격암교)                       | 원남로                                                     | 울진군                                          | 매화면                                                    | 국도 제7호선 구간 고성 방면 진입 불가 경주 방면 진출 불가            |
| 성류굴 교차로                              | 원남로                                                     | 울진군                                          | 근남면                                                    | 국도 제7호선 구간                                                    |
| 노음 교차로                                | 울진북로                                                   | 울진군                                          | 근남면                                                    | 국도 제7호선 구간                                                    |
| 노음교 왕피천대교                          |                                                            | 울진군                                          | 근남면                                                    | 국도 제7호선 구간                                                    |
| 울진남부 교차로                            | 국도 제36호선 지방도 제917호선 (울진북로)                  | 울진군                                          | 근남면                                                    | 국도 제7호선 구간 수산 교차로와 연결                                 |
| 울진대교                                   |                                                            | 울진군                                          | 근남면                                                    | 국도 제7호선 구간                                                    |
| 울진대교                                   | 울진읍                                                     | 울진군                                          |                                                           | 국도 제7호선 구간                                                    |
| 공세교                                     |                                                            | 울진군                                          |                                                           | 국도 제7호선 구간                                                    |
| 연호 교차로 (연호교)                       | 현내항길                                                   | 울진군                                          |                                                           | 국도 제7호선 구간                                                    |
| 대나리교                                   |                                                            | 울진군                                          |                                                           | 국도 제7호선 구간                                                    |
| 울진북부 교차로                            | 울진북로                                                   | 울진군                                          |                                                           | 국도 제7호선 구간                                                    |
| 온양교                                     |                                                            | 울진군                                          |                                                           | 국도 제7호선 구간                                                    |
| 봉평교 죽변교                              |                                                            | 울진군                                          | 죽변면                                                    | 국도 제7호선 구간                                                    |
| 죽변 교차로                                | 지방도 제917호선 (봉황길)                                  | 울진군                                          | 죽변면                                                    | 국도 제7호선 구간 지방도 제917호선 구간                              |
| 화성교                                     |                                                            | 울진군                                          | 죽변면                                                    | 국도 제7호선 구간 지방도 제917호선 구간                              |
| 후정 교차로                                | 매정길                                                     | 울진군                                          | 죽변면                                                    | 국도 제7호선 구간 지방도 제917호선 구간                              |
| 고목교 신화교 부구대교                     |                                                            | 울진군                                          | 북면                                                      | 국도 제7호선 구간 지방도 제917호선 구간                              |
| 덕구 교차로                                | 지방도 제917호선 (덕구온천로)                              | 울진군                                          | 북면                                                      | 국도 제7호선 구간 지방도 제917호선 구간                              |
| 신나곡교                                   |                                                            | 울진군                                          | 북면                                                      | 국도 제7호선 구간                                                    |
| 태봉터널                                   |                                                            | 울진군                                          | 북면                                                      | 국도 제7호선 구간 고성 방면 연장 390m 경주 방면 연장 355m            |
| 태봉1교                                    |                                                            | 울진군                                          | 북면                                                      | 국도 제7호선 구간                                                    |
| 나곡 교차로                                | 울진북로                                                   | 울진군                                          | 북면                                                      | 국도 제7호선 구간 고성 방면 진출 불가 경주 방면 진입 불가            |
| 태봉2교                                    |                                                            | 울진군                                          | 북면                                                      | 국도 제7호선 구간                                                    |
| 고포터널                                   |                                                            | 울진군                                          | 북면                                                      | 국도 제7호선 구간 고성 방면 연장 356m 경주 방면 연장 376m            |

### 강원특별자치도
| 이름                                   | 접속 노선                                                    | 소재지                             | 소재지                                                                 | 비고                                                        |
| -------------------------------------- | ------------------------------------------------------------ | ---------------------------------- | ---------------------------------------------------------------------- | ----------------------------------------------------------- |
| 월천터널                               |                                                              | 삼척시                             | 원덕읍                                                                 | 국도 제7호선 구간 고성 방면 연장 145m 경주 방면 연장 205m   |
| 월천육교 월천교                        |                                                              | 삼척시                             | 원덕읍                                                                 | 국도 제7호선 구간                                           |
| 호산 교차로                            | 지방도 제416호선 (가곡천로) 삼척로                           | 삼척시                             | 원덕읍                                                                 | 국도 제7호선 구간                                           |
| 호산천교 옥원교                        |                                                              | 삼척시                             | 원덕읍                                                                 | 국도 제7호선 구간                                           |
| 노곡 교차로                            | 삼척로                                                       | 삼척시                             | 원덕읍                                                                 | 국도 제7호선 구간                                           |
| 약수1교 약수2교                        |                                                              | 삼척시                             | 원덕읍                                                                 | 국도 제7호선 구간                                           |
| 임원 교차로                            | 삼척로 임원본촌길                                            | 삼척시                             | 원덕읍                                                                 | 국도 제7호선 구간                                           |
| 임원천교 임원1교                       |                                                              | 삼척시                             | 원덕읍                                                                 | 국도 제7호선 구간                                           |
| 신남 교차로(남) (신남1교)              | 삼척로                                                       | 삼척시                             | 원덕읍                                                                 | 국도 제7호선 구간 고성 방면 진출 불가 경주 방면 진입 불가   |
| 신남 교차로(북) (신남2교)              | 삼척로                                                       | 삼척시                             | 원덕읍                                                                 | 국도 제7호선 구간 고성 방면 진입 불가 경주 방면 진출 불가   |
| 신남3교                                |                                                              | 삼척시                             | 원덕읍                                                                 | 국도 제7호선 구간                                           |
| 장호터널                               |                                                              | 삼척시                             | 원덕읍                                                                 | 국도 제7호선 구간 연장 915m                                 |
| 장호터널                               | 근덕면                                                       | 삼척시                             |                                                                        | 국도 제7호선 구간 연장 915m                                 |
| 용화1교 용화2교                        |                                                              | 삼척시                             | 국도 제7호선 구간                                                      |                                                             |
| 용화 교차로                            | 삼척로                                                       | 삼척시                             | 국도 제7호선 구간                                                      |                                                             |
| 문암교                                 |                                                              | 삼척시                             | 국도 제7호선 구간                                                      |                                                             |
| 궁촌 교차로                            | 삼척로                                                       | 삼척시                             | 국도 제7호선 구간                                                      |                                                             |
| 궁촌교 동막2교                         |                                                              | 삼척시                             | 국도 제7호선 구간                                                      |                                                             |
| 동막 교차로                            | 지방도 제427호선 (방재로)                                    | 삼척시                             | 국도 제7호선 구간                                                      |                                                             |
| 동막1교 광태1교 광태교 교가교          |                                                              | 삼척시                             | 국도 제7호선 구간                                                      |                                                             |
| 근덕 교차로                            | 삼척로                                                       | 삼척시                             | 국도 제7호선 구간                                                      |                                                             |
| 방림3교 방림2교 방림1교                |                                                              | 삼척시                             | 국도 제7호선 구간                                                      |                                                             |
| 근덕 나들목                            | 65호선 동해고속도로                                          | 삼척시                             | 국도 제7호선 구간                                                      |                                                             |
| 승공교 한치교                          |                                                              | 삼척시                             | 국도 제7호선 구간                                                      |                                                             |
| 한치터널                               |                                                              | 삼척시                             | 국도 제7호선 구간 고성 방면 연장 565m 경주 방면 연장 570m              |                                                             |
| 한치터널                               | 남양동                                                       | 삼척시                             | 국도 제7호선 구간 고성 방면 연장 565m 경주 방면 연장 570m              |                                                             |
| 오분 교차로                            | 삼척로 박걸남로                                              | 삼척시                             | 국도 제7호선 구간                                                      |                                                             |
| 오분교                                 |                                                              | 삼척시                             | 국도 제7호선 구간                                                      |                                                             |
| 사직삼거리                             | 중앙로                                                       | 삼척시                             | 국도 제7호선 구간                                                      |                                                             |
| 삼척교                                 |                                                              | 삼척시                             | 국도 제7호선 구간                                                      |                                                             |
| 정라동                                 |                                                              | 삼척시                             | 국도 제7호선 구간                                                      |                                                             |
| 삼척교사거리                           | 오십천로                                                     | 삼척시                             | 국도 제7호선 구간                                                      |                                                             |
| 정라삼거리                             | 새천년도로                                                   | 삼척시                             | 국도 제7호선 구간                                                      |                                                             |
| 정상삼거리                             | 척주로                                                       | 삼척시                             | 국도 제7호선 구간                                                      |                                                             |
| (이름 없음)                            | 교동로 광진길                                                | 삼척시                             | 국도 제7호선 구간                                                      | 교동                                                        |
| 삼척 나들목                            | 봉황로 언장1길                                               | 삼척시                             | 국도 제7호선 구간                                                      | 교동                                                        |
| 갈천삼거리                             | 새천년도로 우지길                                            | 삼척시                             | 국도 제7호선 구간                                                      | 교동                                                        |
| 추암삼거리                             | 추암길                                                       | 동해시                             | 국도 제7호선 구간                                                      | 북평동                                                      |
| 공단삼거리                             | 공단1로                                                      | 동해시                             | 국도 제7호선 구간                                                      | 북평동                                                      |
| 북평 나들목                            | 대동로                                                       | 동해시                             | 국도 제7호선 구간                                                      | 북평동                                                      |
| 단봉삼거리                             | 국도 제38호선 (강원남부로)                                   | 동해시                             | 국도 제7호선 구간                                                      | 북평동                                                      |
| 단봉교                                 |                                                              | 동해시                             | 국도 제7호선 구간                                                      | 북평동                                                      |
| 이원사거리                             | 전천로 이원길                                                | 동해시                             | 국도 제7호선 구간                                                      | 북평동                                                      |
| 전천교                                 |                                                              | 동해시                             | 국도 제7호선 구간                                                      | 북평동                                                      |
| 북삼동                                 |                                                              | 동해시                             | 국도 제7호선 구간                                                      |                                                             |
| 북평 교차로                            | 국도 제42호선 (서동로)                                       | 동해시                             | 국도 제7호선 구간 하행 진출입만 가능                                   |                                                             |
| 나안삼거리                             | 청운1길                                                      | 동해시                             | 국도 제7호선 구간                                                      |                                                             |
| 나안2교 나안1교                        |                                                              | 동해시                             | 국도 제7호선 구간                                                      |                                                             |
| 효가사거리                             | 효자로                                                       | 동해시                             | 국도 제7호선 구간                                                      |                                                             |
| 한중대입구 교차로                      | 효가로                                                       | 동해시                             | 국도 제7호선 구간                                                      |                                                             |
| (이름 없음)                            | 용정로                                                       | 동해시                             | 국도 제7호선 구간                                                      |                                                             |
| 동해 나들목                            | 65호선 동해고속도로                                          | 동해시                             | 국도 제7호선 구간                                                      |                                                             |
| 운동장사거리                           | 동굴로                                                       | 동해시                             | 국도 제7호선 구간                                                      | 천곡동                                                      |
| 주공4차삼거리                          | 한섬로                                                       | 동해시                             | 국도 제7호선 구간                                                      | 천곡동                                                      |
| 천곡사거리                             | 천곡로                                                       | 동해시                             | 국도 제7호선 구간                                                      | 천곡동                                                      |
| 동해시외버스터미널                     |                                                              | 동해시                             | 국도 제7호선 구간                                                      | 천곡동                                                      |
| (동해병원)                             | 하평로                                                       | 동해시                             | 국도 제7호선 구간                                                      | 천곡동                                                      |
| 천곡 교차로                            | 발한로                                                       | 동해시                             | 국도 제7호선 구간 구 영동고속도로 구간                                 | 천곡동                                                      |
| 부곡천교                               | 승지로                                                       | 동해시                             | 국도 제7호선 구간 구 영동고속도로 구간                                 | 부곡동                                                      |
| (이름 없음)                            | 느릅재길                                                     | 동해시                             | 국도 제7호선 구간 구 영동고속도로 구간                                 | 발한동                                                      |
| (이름 없음)                            | 발한천길 큰발한길                                            | 동해시                             | 국도 제7호선 구간 구 영동고속도로 구간                                 | 발한동                                                      |
| 사문재삼거리                           | 국도 제7호선 (발한로)                                        | 동해시                             | 구 묵호항 교차로 국도 제7호선 구간 구 영동고속도로 구간                | 발한동                                                      |
| (이름 없음)                            | 새들길                                                       | 동해시                             | 망상동                                                                 | 구 영동고속도로 구간                                        |
| 초구 교차로                            | 국도 제7호선 (발한로)                                        | 동해시                             | 망상동                                                                 | 국도 제7호선 구간                                           |
| 망상 나들목                            | 65호선 동해고속도로                                          | 동해시                             | 망상동                                                                 | 국도 제7호선 구간                                           |
| 노봉삼거리                             | 일출로                                                       | 동해시                             | 망상동                                                                 | 국도 제7호선 구간                                           |
| 노봉교 망상역                          |                                                              | 동해시                             | 망상동                                                                 | 국도 제7호선 구간                                           |
| 망상삼거리                             |                                                              | 동해시                             | 망상동                                                                 | 국도 제7호선 구간                                           |
| 해수욕장삼거리 (망상해수욕장)          |                                                              | 동해시                             | 망상동                                                                 | 국도 제7호선 구간                                           |
| 망상해수욕장역                         |                                                              | 동해시                             | 망상동                                                                 | 국도 제7호선 구간                                           |
| 도직교 도직항 옥계역                   |                                                              | 강릉시                             | 옥계면                                                                 | 국도 제7호선 구간                                           |
| (옥계역 교차로)                        | 동녘길                                                       | 강릉시                             | 옥계면                                                                 | 국도 제7호선 구간                                           |
| 옥계삼거리                             | 동녘길                                                       | 강릉시                             | 옥계면                                                                 | 국도 제7호선 구간                                           |
| 주수교                                 |                                                              | 강릉시                             | 옥계면                                                                 | 국도 제7호선 구간                                           |
| 옥계 나들목                            | 65호선 동해고속도로 옥계로                                   | 강릉시                             | 옥계면                                                                 | 국도 제7호선 구간 옥계로 통해 진입                          |
| 낙풍교                                 |                                                              | 강릉시                             | 옥계면                                                                 | 국도 제7호선 구간                                           |
| 낙풍사거리                             | 풍동로 헌화로                                                | 강릉시                             | 옥계면                                                                 | 국도 제7호선 구간                                           |
| (이름 없음)                            | 율곡로                                                       | 강릉시                             | 옥계면                                                                 | 국도 제7호선 구간 구 영동고속도로 구간                      |
| 동해2터널                              |                                                              | 강릉시                             | 옥계면                                                                 | 국도 제7호선 구간 구 영동고속도로 구간 연장 449m            |
| 동해2터널                              | 강동면                                                       | 강릉시                             |                                                                        | 국도 제7호선 구간 구 영동고속도로 구간 연장 449m            |
| 정동천교 산성우천교                    |                                                              | 강릉시                             | 국도 제7호선 구간 구 영동고속도로 구간                                 |                                                             |
| 정동진 교차로                          | 오이동길                                                     | 강릉시                             | 국도 제7호선 구간 구 영동고속도로 구간                                 |                                                             |
| 동해1호터널                            |                                                              | 강릉시                             | 국도 제7호선 구간 구 영동고속도로 구간 연장 552m                       |                                                             |
| 임곡 교차로                            | 임곡로                                                       | 강릉시                             | 국도 제7호선 구간 구 영동고속도로 구간                                 |                                                             |
| 임곡천교 군성강교                      |                                                              | 강릉시                             | 국도 제7호선 구간 구 영동고속도로 구간                                 |                                                             |
| 안인 교차로 (모전 교차로)              | 율곡로                                                       | 강릉시                             | 국도 제7호선 구간 구 영동고속도로 구간                                 |                                                             |
| 구룡교 신석교                          |                                                              | 강릉시                             | 국도 제7호선 구간 구 영동고속도로 구간                                 | 강남동                                                      |
| 유산교                                 | 유산로 칠성로                                                | 강릉시                             | 국도 제7호선 구간 구 영동고속도로 구간                                 | 강남동                                                      |
| (이름 없음)                            | 남부로                                                       | 강릉시                             | 국도 제7호선 구간 구 영동고속도로 구간                                 | 강남동                                                      |
| 강릉대교                               |                                                              | 강릉시                             | 국도 제7호선 구간 구 영동고속도로 구간                                 | 내곡동                                                      |
| 강릉대교                               | 홍제동                                                       | 강릉시                             | 국도 제7호선 구간 구 영동고속도로 구간                                 |                                                             |
| 홍제 교차로                            | 강릉대로                                                     | 강릉시                             | 구 강릉 교차로 국도 제7호선 구간 구 영동고속도로 구간                  |                                                             |
| (이름 없음)                            | 유천길                                                       | 강릉시                             | 교동                                                                   | 국도 제7호선 구간 구 영동고속도로 구간                      |
| 솔올 교차로                            | 교동광장로                                                   | 강릉시                             | 교동                                                                   | 국도 제7호선 구간 구 영동고속도로 구간                      |
| 지변 교차로                            | 죽헌길                                                       | 강릉시                             | 교동                                                                   | 국도 제7호선 구간 구 영동고속도로 구간                      |
| 지변교 죽헌교                          |                                                              | 강릉시                             | 경포동                                                                 | 국도 제7호선 구간 구 영동고속도로 구간                      |
| 죽헌 교차로                            | 율곡로                                                       | 강릉시                             | 경포동                                                                 | 국도 제7호선 구간 구 영동고속도로 구간 상하행선 교차로 분리 |
| 즈므고가교                             | 사임당로 안현로                                              | 강릉시                             | 경포동                                                                 | 국도 제7호선 구간                                           |
| 방동 교차로                            | 과학단지로                                                   | 강릉시                             | 사천면                                                                 | 국도 제7호선 구간                                           |
| (강릉아산병원입구)                     | 방동길                                                       | 강릉시                             | 사천면                                                                 | 국도 제7호선 구간                                           |
| 미노 교차로 (미노고가교)               | 미노길                                                       | 강릉시                             | 사천면                                                                 | 국도 제7호선 구간                                           |
| 사천교                                 | 중앙동로 중앙서로                                            | 강릉시                             | 사천면                                                                 | 국도 제7호선 구간                                           |
| 북강릉 나들목                          | 65호선 동해고속도로                                          | 강릉시                             | 사천면                                                                 | 국도 제7호선 구간                                           |
| 구라미교                               |                                                              | 강릉시                             | 사천면                                                                 | 국도 제7호선 구간                                           |
| 연곡교 교차로                          | 연주로 남평길 초시길                                         | 강릉시                             | 연곡면                                                                 | 국도 제7호선 구간                                           |
| 연곡교                                 |                                                              | 강릉시                             | 연곡면                                                                 | 국도 제7호선 구간                                           |
| 방내 교차로                            | 국도 제6호선                                                 | 강릉시                             | 연곡면                                                                 | 미개통 국도 제7호선 구간                                    |
| 연곡 교차로 (연곡육교)                 | 국도 제6호선 (진고개로)                                      | 강릉시                             | 연곡면                                                                 | 국도 제7호선 구간                                           |
| 동덕 교차로                            | 연주로                                                       | 강릉시                             | 연곡면                                                                 | 국도 제7호선 구간                                           |
| (교항리)                               | 농공단지길 매맥이아랫길 보리골길                             | 강릉시                             | 주문진읍                                                               | 국도 제7호선 구간                                           |
| 신리2교                                |                                                              | 강릉시                             | 주문진읍                                                               | 국도 제7호선 구간                                           |
| 주문진 입체교차로 (새말교)             | 신리천로                                                     | 강릉시                             | 주문진읍                                                               | 국도 제7호선 구간                                           |
| (이름 없음)                            | 장성로                                                       | 강릉시                             | 주문진읍                                                               | 국도 제7호선 구간 고성 방면 진출입만 가능                   |
| (이름 없음)                            | 항구로                                                       | 강릉시                             | 주문진읍                                                               | 국도 제7호선 구간 고성 방면 진출입만 가능                   |
| 향호교                                 |                                                              | 강릉시                             | 주문진읍                                                               | 국도 제7호선 구간                                           |
| 주문삼거리                             | 주문북로                                                     | 강릉시                             | 주문진읍                                                               | 국도 제7호선 구간                                           |
| 향호3교                                |                                                              | 강릉시                             | 주문진읍                                                               | 국도 제7호선 구간                                           |
| 향호삼거리                             | 참샘길                                                       | 강릉시                             | 주문진읍                                                               | 국도 제7호선 구간                                           |
| 남양양 나들목 (현남사거리) (현남육교)  | 65호선 동해고속도로 화상해안길                               | 양양군                             | 현남면                                                                 | 국도 제7호선 구간                                           |
| 화상교                                 |                                                              | 양양군                             | 현남면                                                                 | 국도 제7호선 구간                                           |
| 원포삼거리                             | 화상천로                                                     | 양양군                             | 현남면                                                                 | 국도 제7호선 구간                                           |
| 남애삼거리                             | 매바위길                                                     | 양양군                             | 현남면                                                                 | 국도 제7호선 구간                                           |
| 미륭삼거리                             | 미륭마을길                                                   | 양양군                             | 현남면                                                                 | 국도 제7호선 구간                                           |
| 남애항삼거리                           | 안남애길                                                     | 양양군                             | 현남면                                                                 | 국도 제7호선 구간                                           |
| 포매교                                 |                                                              | 양양군                             | 현남면                                                                 | 국도 제7호선 구간                                           |
| 광진삼거리                             | 매호길                                                       | 양양군                             | 현남면                                                                 | 국도 제7호선 구간                                           |
| (광진해수욕장)                         | 인구길                                                       | 양양군                             | 현남면                                                                 | 국도 제7호선 구간                                           |
| 인구삼거리                             | 인구중앙길                                                   | 양양군                             | 현남면                                                                 | 국도 제7호선 구간                                           |
| 인구교                                 |                                                              | 양양군                             | 현남면                                                                 | 국도 제7호선 구간                                           |
| 시변리삼거리                           | 새나루길 인구중앙길                                          | 양양군                             | 현남면                                                                 | 국도 제7호선 구간                                           |
| 동산1교                                | 동산큰길                                                     | 양양군                             | 현남면                                                                 | 국도 제7호선 구간                                           |
| 동산항 교차로 (동산2교)                | 동산큰길                                                     | 양양군                             | 현남면                                                                 | 국도 제7호선 구간                                           |
| 북분삼거리                             | 북죽로                                                       | 양양군                             | 현남면                                                                 | 국도 제7호선 구간                                           |
| 북분교                                 |                                                              | 양양군                             | 현남면                                                                 | 국도 제7호선 구간                                           |
| 현북면                                 |                                                              | 양양군                             |                                                                        | 국도 제7호선 구간                                           |
| 38선교                                 | 쟁기동길                                                     | 양양군                             |                                                                        | 국도 제7호선 구간                                           |
| 기사문항                               |                                                              | 양양군                             |                                                                        | 국도 제7호선 구간                                           |
| 하조대 교차로                          | 하조대1길                                                    | 양양군                             |                                                                        | 국도 제7호선 구간                                           |
| 발감교 광정교                          |                                                              | 양양군                             |                                                                        | 국도 제7호선 구간                                           |
| (하광정리)                             | 지방도 제418호선 (송이로) 하조대1길                          | 양양군                             |                                                                        | 국도 제7호선 구간                                           |
| (이름 없음)                            | 선사유적로                                                   | 양양군                             | 손양면                                                                 | 국도 제7호선 구간                                           |
| 하조대 나들목 (하조대IC 교차로)        | 65호선 동해고속도로                                          | 양양군                             | 손양면                                                                 | 국도 제7호선 구간                                           |
| 상운교                                 |                                                              | 양양군                             | 손양면                                                                 | 국도 제7호선 구간                                           |
| (상양혈리)                             | 서양길                                                       | 양양군                             | 손양면                                                                 | 국도 제7호선 구간                                           |
| (이름 없음)                            | 손중로                                                       | 양양군                             | 손양면                                                                 | 국도 제7호선 구간                                           |
| 손양 나들목                            | 공항로                                                       | 양양군                             | 손양면                                                                 | 국도 제7호선 구간                                           |
| 왕도교                                 |                                                              | 양양군                             | 손양면                                                                 | 국도 제7호선 구간                                           |
| 송현사거리                             | 국도 제59호선 (안산1길) 동명로                               | 양양군                             | 손양면                                                                 | 국도 제7호선 구간                                           |
| 양양대교                               |                                                              | 양양군                             | 손양면                                                                 | 국도 제7호선 구간                                           |
| 양양읍                                 |                                                              | 양양군                             |                                                                        | 국도 제7호선 구간                                           |
| 양양삼거리                             | 양양로                                                       | 양양군                             |                                                                        | 국도 제7호선 구간                                           |
| 청곡 교차로                            | 국도 제44호선 국도 제56호선 국가지원지방도 제56호선 (설악로) | 양양군                             | 국도 제7호선 구간 국가지원지방도 제56호선 구간                         |                                                             |
| 청곡교 양양포월농공단지 조산교         |                                                              | 양양군                             | 국도 제7호선 구간 국가지원지방도 제56호선 구간                         |                                                             |
| 조산사거리                             | 사래로                                                       | 양양군                             | 국도 제7호선 구간 국가지원지방도 제56호선 구간                         |                                                             |
| 조산삼거리                             | 일출로 조산딴봉길                                            | 양양군                             | 국도 제7호선 구간 국가지원지방도 제56호선 구간                         |                                                             |
| 도립공원삼거리                         | 일출로                                                       | 양양군                             | 국도 제7호선 구간 국가지원지방도 제56호선 구간                         | 강현면                                                      |
| 낙산버스터미널                         |                                                              | 양양군                             | 국도 제7호선 구간 국가지원지방도 제56호선 구간                         | 강현면                                                      |
| 낙산사거리                             | 안골로 일출로                                                | 양양군                             | 국도 제7호선 구간 국가지원지방도 제56호선 구간                         | 강현면                                                      |
| 설악해수욕장 정암해수욕장 강현면사무소 |                                                              | 양양군                             | 국도 제7호선 구간 국가지원지방도 제56호선 구간                         | 강현면                                                      |
| 공항삼거리                             | 진미로                                                       | 양양군                             | 국도 제7호선 구간 국가지원지방도 제56호선 구간                         | 강현면                                                      |
| 물치교                                 |                                                              | 양양군                             | 국도 제7호선 구간 국가지원지방도 제56호선 구간                         | 강현면                                                      |
| (물치리)                               | 물치천로                                                     | 양양군                             | 국도 제7호선 구간 국가지원지방도 제56호선 구간                         | 강현면                                                      |
| 물치항                                 |                                                              | 양양군                             | 국도 제7호선 구간 국가지원지방도 제56호선 구간                         | 강현면                                                      |
| 쌍천교                                 |                                                              | 양양군                             | 국도 제7호선 구간 국가지원지방도 제56호선 구간                         | 강현면                                                      |
| 속초시                                 | 대포동                                                       |                                    | 국도 제7호선 구간 국가지원지방도 제56호선 구간                         |                                                             |
| 속초시                                 | 대포동                                                       | 설악동입구삼거리                   | 국도 제7호선 구간 국가지원지방도 제56호선 구간                         | 설악산로                                                    |
| 속초시                                 | 대포동                                                       | 물치시외버스정류소 대포항          | 국도 제7호선 구간 국가지원지방도 제56호선 구간                         |                                                             |
| 속초시                                 | 대포동                                                       | 농공단지앞사거리                   | 국도 제7호선 구간 국가지원지방도 제56호선 구간                         | 해오름로 농공단지길                                         |
| 속초시                                 | 조양 교차로                                                  | 청대로                             | 국도 제7호선 구간 국가지원지방도 제56호선 구간                         | 조양동                                                      |
| 속초시                                 | 새마을사거리                                                 | 조양로 새마을길                    | 국도 제7호선 구간 국가지원지방도 제56호선 구간                         | 조양동                                                      |
| 속초시                                 | 고속버스터미널앞 (속초고속버스터미널)                        | 청호로 해오름로                    | 국도 제7호선 구간 국가지원지방도 제56호선 구간                         | 조양동                                                      |
| 속초시                                 | (이름 없음)                                                  | 설악금강대교로                     | 국도 제7호선 구간 국가지원지방도 제56호선 구간 고성 방면만 진출입 가능 | 조양동                                                      |
| 속초시                                 | 엑스포장입구삼거리                                           | 엑스포로                           | 국도 제7호선 구간 국가지원지방도 제56호선 구간                         | 조양동                                                      |
| 속초시                                 | (청대초등학교입구)                                           | 소평로                             | 국도 제7호선 구간 국가지원지방도 제56호선 구간                         | 조양동                                                      |
| 속초시                                 | 청초교                                                       |                                    | 국도 제7호선 구간 국가지원지방도 제56호선 구간                         | 조양동                                                      |
| 속초시                                 | 교동                                                         |                                    | 국도 제7호선 구간 국가지원지방도 제56호선 구간                         |                                                             |
| 속초시                                 | 청초교사거리                                                 | 온천로                             | 국도 제7호선 구간 국가지원지방도 제56호선 구간                         |                                                             |
| 속초시                                 | 교동삼거리                                                   | 중앙로                             | 국도 제7호선 구간 국가지원지방도 제56호선 구간                         |                                                             |
| 속초시                                 | 노학동 행정복지센터                                          |                                    | 국도 제7호선 구간 국가지원지방도 제56호선 구간                         |                                                             |
| 속초시                                 | 만천사거리                                                   | 수복로                             | 국도 제7호선 구간 국가지원지방도 제56호선 구간                         |                                                             |
| 속초시                                 | 만천삼거리                                                   | 청대로                             | 국도 제7호선 구간 국가지원지방도 제56호선 구간                         |                                                             |
| 속초시                                 | 교동지하차도                                                 | 국가지원지방도 제56호선 (미시령로) | 국도 제7호선 구간 국가지원지방도 제56호선 구간                         |                                                             |
| 속초시                                 | 영랑교                                                       |                                    | 영랑동                                                                 | 국도 제7호선 구간                                           |
| 용촌1교                                |                                                              | 고성군                             | 토성면                                                                 | 국도 제7호선 구간                                           |
| 용촌 교차로 (용촌육교)                 | 잼버리동로 중앙로                                            | 고성군                             | 토성면                                                                 | 국도 제7호선 구간                                           |
| 봉포삼거리                             | 토성로                                                       | 고성군                             | 토성면                                                                 | 국도 제7호선 구간                                           |
| 봉포지하차도                           | 봉포5길                                                      | 고성군                             | 토성면                                                                 | 국도 제7호선 구간                                           |
| 봉포교                                 | 봉포4길                                                      | 고성군                             | 토성면                                                                 | 국도 제7호선 구간                                           |
| 천진사거리                             | 고성대로 토성로 천진해변길                                   | 고성군                             | 토성면                                                                 | 국도 제7호선 구간                                           |
| 천진교 청간교 청간정                   |                                                              | 고성군                             | 토성면                                                                 | 국도 제7호선 구간                                           |
| 청간삼거리                             | 아야진해변길 청간골길                                        | 고성군                             | 토성면                                                                 | 국도 제7호선 구간                                           |
| 아야진삼거리                           | 아야진길 진동길                                              | 고성군                             | 토성면                                                                 | 국도 제7호선 구간                                           |
| 교암사거리                             | 교암길 화원길                                                | 고성군                             | 토성면                                                                 | 국도 제7호선 구간                                           |
| 문암삼거리                             | 무릉도원로                                                   | 고성군                             | 토성면                                                                 | 국도 제7호선 구간                                           |
| 문암교                                 |                                                              | 고성군                             | 토성면                                                                 | 국도 제7호선 구간                                           |
| 죽왕면                                 |                                                              | 고성군                             |                                                                        | 국도 제7호선 구간                                           |
| 백도 교차로                            | 운봉산로 문암항길                                            | 고성군                             |                                                                        | 국도 제7호선 구간                                           |
| 삼포2교                                |                                                              | 고성군                             |                                                                        | 국도 제7호선 구간                                           |
| (삼포리)                               | 순포로                                                       | 고성군                             |                                                                        | 국도 제7호선 구간                                           |
| 오호 교차로                            | 심층수길                                                     | 고성군                             |                                                                        | 국도 제7호선 구간                                           |
| 오호교                                 |                                                              | 고성군                             |                                                                        | 국도 제7호선 구간                                           |
| 죽왕 교차로                            | 송지호로                                                     | 고성군                             |                                                                        | 국도 제7호선 구간                                           |
| 송지호 교차로                          | 심층수길                                                     | 고성군                             |                                                                        | 국도 제7호선 구간                                           |
| 송지호교 공현진교                      |                                                              | 고성군                             |                                                                        | 국도 제7호선 구간                                           |
| 공현진 교차로                          | 공현진길                                                     | 고성군                             |                                                                        | 국도 제7호선 구간                                           |
| 가진 교차로                            | 가진해변길 짱고개길                                          | 고성군                             |                                                                        | 국도 제7호선 구간                                           |
| 향목농공단지                           | 향목서길                                                     | 고성군                             |                                                                        | 국도 제7호선 구간                                           |
| 남천교                                 |                                                              | 고성군                             |                                                                        | 국도 제7호선 구간                                           |
| 간성읍                                 |                                                              | 고성군                             |                                                                        | 국도 제7호선 구간                                           |
| (지하차도)                             | 남천마루2길 탑동길                                           | 고성군                             |                                                                        | 국도 제7호선 구간                                           |
| 금수천교                               |                                                              | 고성군                             |                                                                        | 국도 제7호선 구간                                           |
| 간성 교차로                            | 간성로                                                       | 고성군                             |                                                                        | 국도 제7호선 구간                                           |
| 신안교                                 |                                                              | 고성군                             |                                                                        | 국도 제7호선 구간                                           |
| 상리 교차로                            | 국도 제46호선 (간성로)                                       | 고성군                             | 국도 제7호선 구간 북천 교차로와 연결                                   |                                                             |
| 북천1교                                |                                                              | 고성군                             | 국도 제7호선 구간                                                      |                                                             |
| 북천1교                                | 거진읍                                                       | 고성군                             | 국도 제7호선 구간                                                      |                                                             |
| 대대 교차로                            | 진부령로                                                     | 고성군                             | 국도 제7호선 구간 경주 방면 진출만 가능                                |                                                             |
| 송죽교                                 |                                                              | 고성군                             | 국도 제7호선 구간                                                      |                                                             |
| 송죽 교차로                            | 진부령로                                                     | 고성군                             | 국도 제7호선 구간                                                      |                                                             |
| 오정 교차로                            | 송학길                                                       | 고성군                             | 국도 제7호선 구간                                                      |                                                             |
| 반암 교차로                            | 자산천로                                                     | 고성군                             | 국도 제7호선 구간                                                      |                                                             |
| 송포 교차로                            | 자산천로 돌고개길                                            | 고성군                             | 국도 제7호선 구간 고성 방면 진입 불가 경주 방면 진출 불가              |                                                             |
| 자산교                                 |                                                              | 고성군                             | 국도 제7호선 구간                                                      |                                                             |
| 자산삼거리                             | 거탄진로                                                     | 고성군                             | 국도 제7호선 구간                                                      |                                                             |
| (송정 입구)                            | 거평로 건봉사로 봉정로                                       | 고성군                             | 국도 제7호선 구간                                                      |                                                             |
| (교량 명칭 미상)                       |                                                              | 고성군                             | 국도 제7호선 구간                                                      |                                                             |
| 현내면                                 |                                                              | 고성군                             | 국도 제7호선 구간                                                      |                                                             |
| (죽정초등학교입구)                     | 죽화로                                                       | 고성군                             | 국도 제7호선 구간                                                      |                                                             |
| (금강산자연사박물관)                   | 이승만별장길                                                 | 고성군                             | 국도 제7호선 구간                                                      |                                                             |
| (교차로 명칭 미상)                     | 금강산로                                                     | 고성군                             | 국도 제7호선 구간                                                      |                                                             |
| (교량 명칭 미상)                       |                                                              | 고성군                             | 국도 제7호선 구간                                                      |                                                             |
| (교차로 명칭 미상)                     | 금강산로 마직령길                                            | 고성군                             | 국도 제7호선 구간                                                      |                                                             |
| (교차로 명칭 미상)                     | 금강산로                                                     | 고성군                             | 국도 제7호선 구간 통일전망대와 연결                                    |                                                             |
| (교차로 명칭 미상)                     | 금강산로                                                     | 고성군                             | 국도 제7호선 구간                                                      |                                                             |
| (교량 명칭 미상)                       |                                                              | 고성군                             | 국도 제7호선 구간                                                      |                                                             |
| (터널 명칭 미상)                       |                                                              | 고성군                             | 국도 제7호선 구간                                                      |                                                             |
| (교차로 명칭 미상)                     | 명파4길                                                      | 고성군                             | 국도 제7호선 구간                                                      |                                                             |
| (교량 명칭 미상)                       |                                                              | 고성군                             | 국도 제7호선 구간                                                      |                                                             |
| 통일전망대 차량출입통제소              |                                                              | 고성군                             | 국도 제7호선 구간 민간인 출입통제 구간                                 |                                                             |
| (교차로 명칭 미상)                     | 금강산로 통일전망대로                                        | 고성군                             | 국도 제7호선 구간 민간인 출입통제 구간                                 |                                                             |
| (터널 명칭 미상)                       |                                                              | 고성군                             | 국도 제7호선 구간 민간인 출입통제 구간                                 |                                                             |
| 제진역                                 |                                                              | 고성군                             | 국도 제7호선 구간 민간인 출입통제 구간                                 |                                                             |
| 사천1 교차로                           | 통일전망대로                                                 | 고성군                             | 국도 제7호선 구간 민간인 출입통제 구간                                 |                                                             |
| (교량 명칭 미상)                       |                                                              | 고성군                             | 국도 제7호선 구간 민간인 출입통제 구간                                 |                                                             |
| (교차로 명칭 미상)                     | 통일전망대로                                                 | 고성군                             | 국도 제7호선 구간 민간인 출입통제 구간                                 |                                                             |
| (터널 명칭 미상) (교량 명칭 미상)      |                                                              | 고성군                             | 국도 제7호선 구간 민간인 출입통제 구간                                 |                                                             |
| 조선민주주의인민공화국 구간            |                                                              |                                    |                                                                        |                                                             |

## 주요 건물 및 시설
- 위덕대학교 (경상북도 경주시 강동면 동해대로 261)
- 포항시농산물도매시장 (경상북도 포항시 북구 흥해읍 동해대로 1182)
- 흥해읍행정복지센터 (경상북도 포항시 북구 흥해읍 동해대로 1511)
- 흥해실내체육관 (경상북도 포항시 북구 흥해읍 동해대로 1513)
- 흥해중학교 (경상북도 포항시 북구 흥해읍 동해대로 1525)
- 포스코스포츠랜드 (경상북도 포항시 북구 송라면 동해대로 2836)
- 송라정류소 (경상북도 포항시 북구 송라면 동해대로 2935)
- 포항오토캠핑장 루트7 (송라초등학교 화진분교, 경상북도 포항시 북구 송라면 동해대로 3166)
- 송라검문소 (경상북도 포항시 북구 송라면 동해대로 3188)
- 송라치안센터 (경상북도 포항시 북구 송라면 동해대로 3370)
- 경보화석박물관 (경상북도 영덕군 남정면 동해대로 3763)
- 오션뷰컨트리클럽 (경상북도 영덕군 강구면 동해대로 4265-43)
- 강구의용소방대 (경상북도 영덕군 강구면 동해대로 4443)
- 강구버스터미널 (경상북도 영덕군 강구면 동해대로 4497)
- 강구면사무소 (경상북도 영덕군 강구면 동해대로 4526)
- 후포치안센터 (경상북도 울진군 후포면 동해대로 52)
- 삼척남초등학교 (강원특별자치도 삼척시 동해대로 3783-22)
- 삼척온천관광호텔 (강원특별자치도 삼척시 동해대로 4098)
- 삼척종합운동장 (강원특별자치도 삼척시 동해대로 4234)
- KT북평빌딩 (강원특별자치도 동해시 동해대로 4921)
- 동해화물터미널 (강원특별자치도 동해시 동해대로 5133)
- 동해삼육초등학교, 동해삼육중학교, 동해삼육고등학교 (강원특별자치도 동해시 동해대로 5367)
- 동해시외버스터미널 (강원특별자치도 동해시 동해대로 5443)
- 코레일망상수련원 (강원특별자치도 동해시 동해대로 6170)
- 망상역 (강원특별자치도 동해시 동해대로 6180)
- 망상해수욕장역 (강원특별자치도 동해시 동해대로 6270-21)
- 동해보양온천 컨벤션호텔 (강원특별자치도 동해시 동해대로 6285)
- 망상오토캠핑리조트 (강원특별자치도 동해시 동해대로 6370)
- 옥계역 (강원특별자치도 강릉시 옥계면 동해대로 291-14)
- 춘천지방검찰청 강릉지청 (강원특별자치도 강릉시 동해대로 3288-17)
- 강릉지원등기소, 춘천지방법원 강릉지원 (강원특별자치도 강릉시 동해대로 3288-18)
- 강릉보훈지청 (강원특별자치도 강릉시 동해대로 3310)
- 강릉시농업기술센터 (강원특별자치도 강릉시 사천면 동해대로 3738-17)
- 주문진만남의광장 (강원특별자치도 강릉시 주문진읍 동해대로 4926)
- 해난어업인위령탑 (강원특별자치도 양양군 현북면 동해대로 1068)
- 현남북119안전센터 (강원특별자치도 양양군 현북면 동해대로 1155-35)
- 현북검문소 (강원특별자치도 양양군 현북면 동해대로 1594)
- 양양군농업기술센터 (강원특별자치도 양양군 손양면 동해대로 2558)
- 양양군새마을회관 (강원특별자치도 양양군 양양읍 동해대로 2639)
- 구 양양고속버스정류장 (강원특별자치도 양양군 양양읍 동해대로 2661-11)
- 강릉국토관리사무소 양양출장소 (강원특별자치도 양양군 양양읍 동해대로 2708)
- 조산초등학교 (강원특별자치도 양양군 양양읍 동해대로 3020)
- 낙산버스터미널 (강원특별자치도 양양군 강현면 동해대로 3087)
- 코레일 낙산연수원 (강원특별자치도 양양군 강현면 동해대로 3457)
- 강현우체국 (강원특별자치도 양양군 강현면 동해대로 3495)
- 강현면사무소 (강원특별자치도 양양군 강현면 동해대로 3509)
- 대포해양경비안전센터 물치출장소 (강원특별자치도 양양군 강현면 동해대로 3582)
- 설악해맞이공원 (강원특별자치도 속초시 동해대로 3664)
- 물치(설악산입구)시외버스정류소 (강원특별자치도 속초시 동해대로 3677)
- 호텔마레몬스 (강원특별자치도 속초시 동해대로 3705)
- 동해콘도 (강원특별자치도 속초시 동해대로 3707)
- 대포초등학교 (강원특별자치도 속초시 동해대로 3797)
- 조양초등학교 (강원특별자치도 속초시 동해대로 3965)
- 속초고속버스터미널 (강원특별자치도 속초시 동해대로 3988)
- 국민건강보험공단 속초지사 (강원특별자치도 속초시 동해대로 4044)
- 청초지구대 (강원특별자치도 속초시 동해대로 4100)
- 속초조양동우체국 (강원특별자치도 속초시 동해대로 4107)
- 영랑119안전센터 (강원특별자치도 속초시 동해대로 4217)
- 노학동주민센터 (강원특별자치도 속초시 동해대로 4245)
- 청간정 (강원특별자치도 고성군 토성면 동해대로 5110)
- 죽왕우체국 (강원특별자치도 고성군 죽왕면 동해대로 5901)
- 강원특별자치도 해양심층수수산자원센터 (강원특별자치도 고성군 죽왕면 동해대로 6064)
- 금강산자연사박물관 (강원특별자치도 고성군 현내면 동해대로 7961)
- 제진역 (강원특별자치도 고성군 현내면 동해대로 9099)